# گرجی‌های دور از وطن
دیاسپورای گرجی به جمعیت‌هایی از مردم گرجی گفته می‌شود که چه در طول تاریخ و چه در دوران معاصر از گرجستان مهاجرت کرده و خارج از مرزهای آن زندگی می‌کنند.

## افراد برجسته
از سرشناس‌ترین افراد برجسته از دیاسپورای گرجی می‌توان به افراد زیر اشاره کرد:

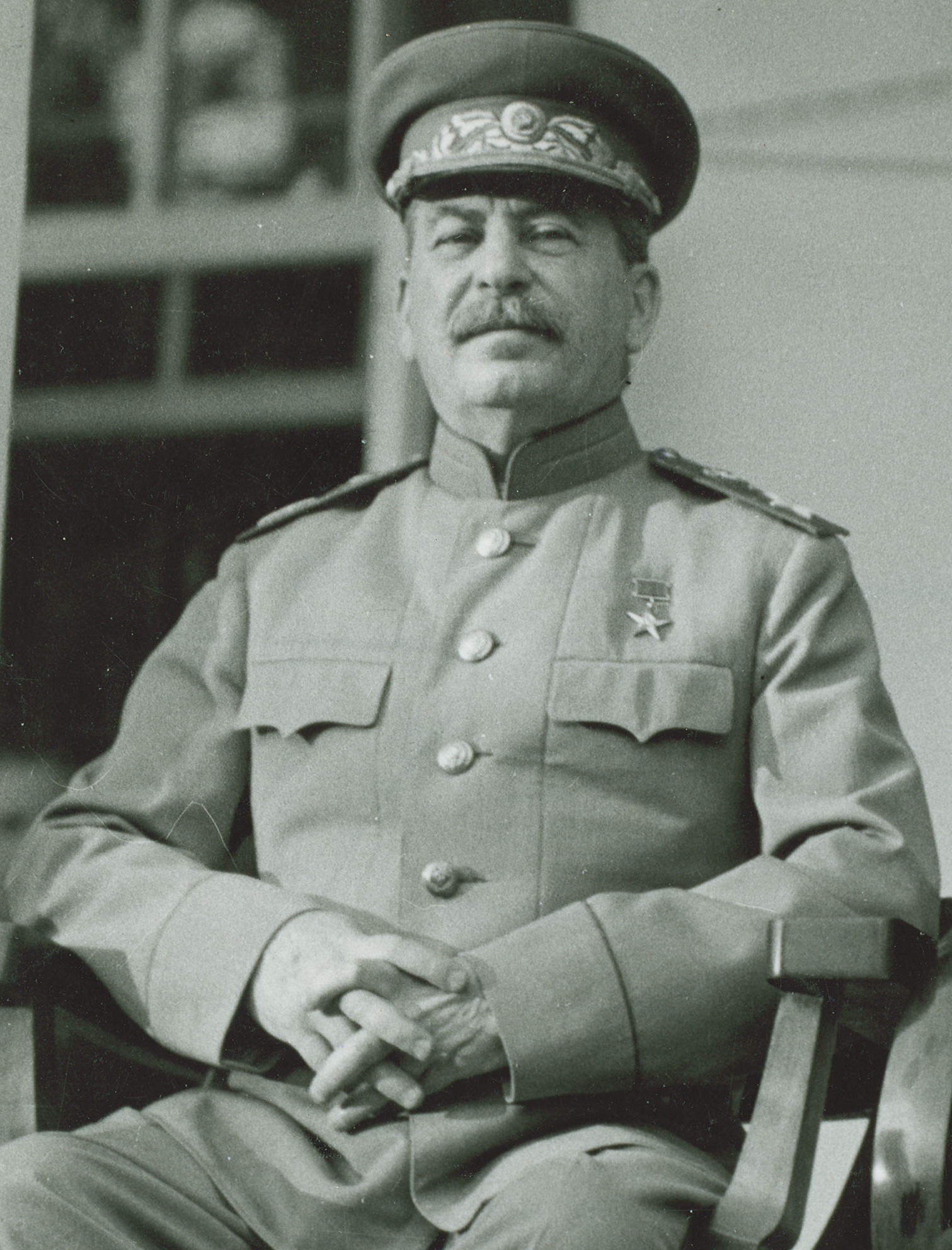
ژوزف استالین

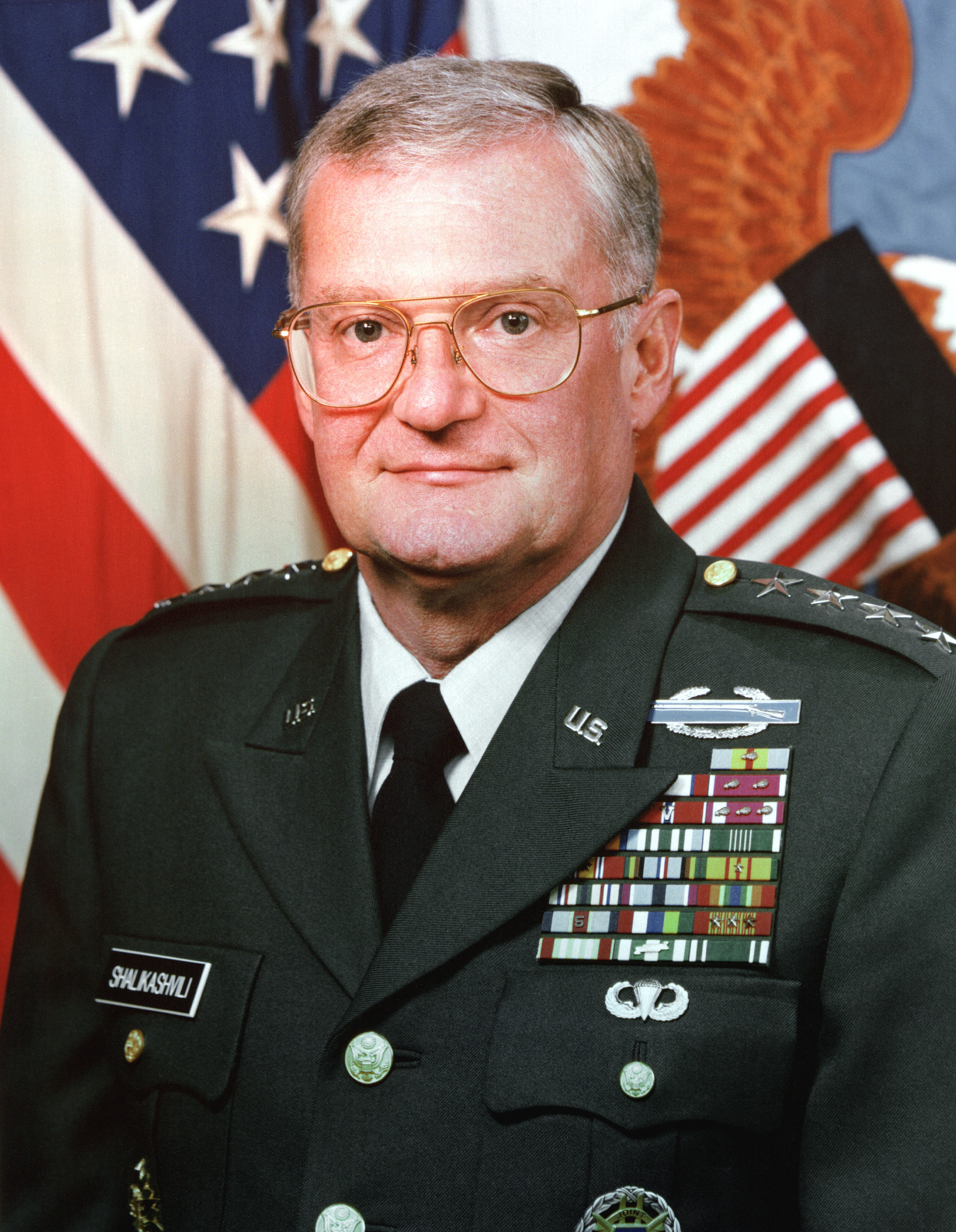
جان شالیکاشویلی

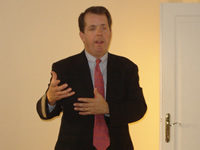
اندرو اریستوف

الکساندر نادیرادزه

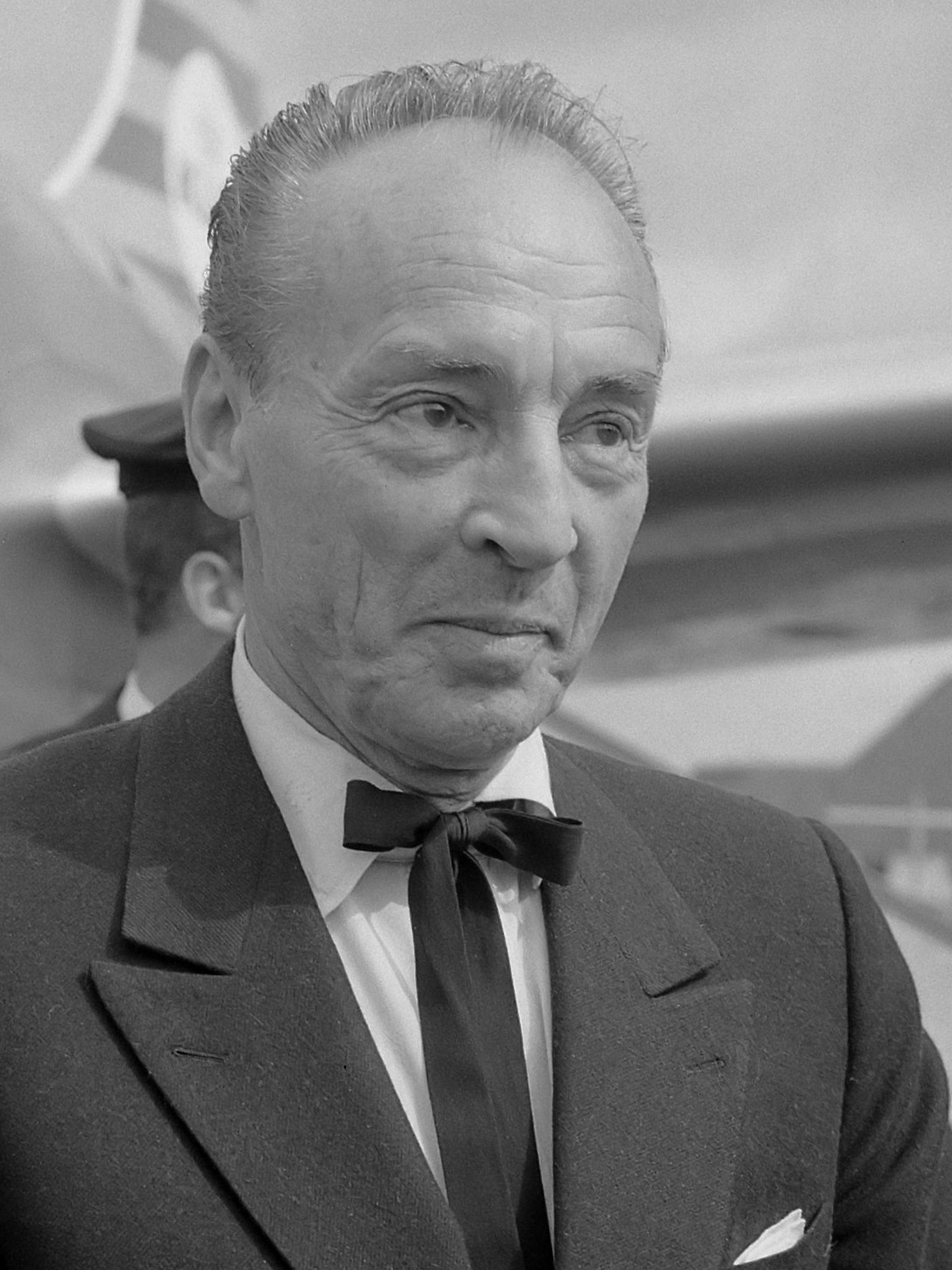
جرج بلنچین

- ژوزف استالین، رهبر اتحاد جماهیر شوروی
- جان شالیکاشویلی، ژنرال ارتشبد ، سیزدهمین رئیس ستاد مشترک نیروهای مسلح آمریکا و دهمین فرمانده ستاد افسران عالی‌رتبه کشورهای هم پیمان اروپا (ناتو)
- الکساندر نادیرادزه ، پدر موشک بالستیک قاره‌پیما
- لاورنتی بریا، وزیر امور خارجه شوروی
- میخیل ساآکاشویلی، رئیس‌جمهور سابق گرجستان و سیاستمدار اوکراینی
- اندرو سیدامون اریستوف، خزانه دار ایالت نیوجرسی آمریکا و کمیسر امور مالیاتی و دارایی ایالت نیویورک
- الکساندر کارتولی، از پیشگامان تاریخ هوانوردی آمریکا
- گیورگی دوالی، استاد تمام فیزیک و مدیر انستیتوی فیزیک ماکس پلانک
- جرج بلنچین، پدر باله آمریکایی
- زوراب پولولیکاشویلی، دبیرکل سازمان جهانی گردشگری
- یولاندا کاکابادزه،رئیس پیشین سازمان بین‌المللی حفاظت از محیط زیست و رئیس صندوق جهانی طبیعت و وزیر سابق محیط زیست اکوادور
- واختانگ جوبادزه ، تاریخ نگار گرجی که در ایالات متحده آمریکا زندگی کرد.
- گئورگی گونگادزه  ، روزنامه نگار اوکراینی با اصالتی گرجی
- بوریس آکونین نویسنده اهل روسیه
- ورنن دوک یک ترانه‌سرا و آهنگساز در  ایالات متحده آمریکا
- کتی ملوآ ، خواننده و ترانه‌سرای بریتانیایی
- ولادیمیر پتویاشویلی، فیزیکدان برجسته جهانی و ارائه دهنده معادله کادومتسف–پتویاشویلی.
- ایوان بریتاشویلی فیزیولوژیست گرجی و یکی از سه موسس سازمان بین‌المللی تحقیقات مغز (IBRO) و از بنیان گذاران  علم بیو رفتارشناسی
- مایکل گرگور طراح گرگور اف‌دی‌بی-۱، مهندس هواپیما و  از پیشگامان هواپیماسازی با تبار گرجی.
- کنستانتین سیدامون-اریستوف سیاستمدار و کمیسر سابق بزرگراه شهر نیویورک
- الکساندره جاپاریدزه، تاجر نفت اهل روسیه و بنیان گذار شرکت حفاری اوراسیا
- بدری پاتارکاتسیشویلی، تاجر و نامزد انتخابات ۲۰۰۸ ریاست جمهوری گرجستان
- شالوا نتلاشویلی، رئیس مرکز بین المللی ژئوپلیتیک
- دیوید کوما ، طراح مد و لباس مقیم انگلستان.
- دیوید یاکوباشویلی، میلیاردر و تاجر نامدار و رئیس اتحادیه صنعتگران و کارآفرینان روسیه
- میخائیل میریلاشویلی، سرمایه دار و تاجر املاک و مستغلات در اسرائیل
- تامیر ساپیر، سرمایه گذار و تاجر
- آکاکی خوشتاریا، سرمایه‌دار گرجی که قرارداد امتیاز خوشتاریا بین او و دولت ایران منعقد شد.
- زویاد کواتچانتاریدزه،دبیرکل سازمان بین المللی حمل و نقل در کریدور قفقاز، اروپا و آسیا (TRACECA)
- گیگی تسرتلی،وزیر بهداشت،نماینده مجلس گرجستان، رئیس مجمع پارلمانی سازمان امنیت و همکاری اروپا و رئیس مجمع پارلمانی جمعیت اتحادیه اروپا
- الکساندر کویتاشویلی، وزیر بهداشت سابق گرجستان و اکراین و رئیس دانشگاه دولتی تفلیس
- تامتا، خواننده زن سرشناس
- الله وردی خان، سپهسالار امپراتوری صفوی و حاکم فارس
- میرزا علی‌اصغر اتابک (امین السلطان)، صدراعظم ۳ پادشاه قاجار؛ ناصرالدین‌شاه، مظفرالدین‌شاه و محمدعلی‌شاه و نخستین رئیس الوزرا (نخست وزیر) ایران
- الکس گرینویچ، نماینده مجلس قانونگذاری ایالت نیو ساوت ولز استرالیا
- الگ باسیلاشویلی، بازیگر برجسته اهل روسیه و دارنده نشان دوستی
- ابو عمر شیشانی فرمانده نظامی داعش و رهبر سابق ارتش انصار و مجاهدین
- ماری آماشوکلی، کارگردان فیلم اهل فرانسه
- اوتار یوسلیانی، کارگردان فیلم اهل فرانسه
- شوتا آرولادزه ، فوتبالیست
- لوان کوبیاشویلی، بازیکن سابق فرایبورگ و شالکه ۰۴ دارای سابقه بیشترین بازی ملی تیم ملی فوتبال گرجستان
- لوکاس هوپناگلی، بازیکن فوتبال اهل آلمان
- تورنیکه اکریاشویلی ، بازیکن فوتبال
- جمال تابیدزه ، بازیکن فوتبال تیم اوفا

## مقاصد مهاجرت

### اروپا
- بلاروس
- بلژیک
- قبرس
- دانمارک
- استونی
- فرانسه
- آلمان
- یونان
- ایتالیا
- لتونی
- لیتوانی
- مولداوی
- نروژ
- لهستان
- روسیه
- اسپانیا
- هلند
- پادشاهی متحده
- اوکراین

### آمریکای شمالی
- کانادا
- ایالات متحده

### آسیا
- ایران
- فلسطین
- ترکیه